# Urs Albrecht
Johann Urs Albrecht (* 29. Oktober 2006 in Cottbus) ist ein deutscher Basketballspieler.

## Laufbahn
Urs Albrecht spielte bis zum Alter von 11 Jahren beim Basketballclub White Devils e.V. in Cottbus sowie in den Auswahlmannschaften der Bundesländer Berlin und Brandenburg. Beim Sichtungsturnier Perspektiven für Talente wurde Albrecht im Jahr 2019 von den Bundestrainern zu den talentiertesten Basketballspielern des Jahrgangs 2006 ausgewählt und ins Finalcamp eingeladen.
Im Alter von 12 Jahren wechselte Urs zum TuS Lichterfelde Berlin und pendelte täglich von Cottbus nach Lichterfelde. Die COVID-19-Pandemie führte zu Einschränkungen, sodass Albrecht ein Sportstipendium vom Geschäftsführer und ehemaligen Deutschen Basketball Nationalspieler Yassin Idbihi für das Internat Schloß Hagerhof in Bad Honnef/Rhöndorf annahm.
Zusammen mit seinem Bruder, Basketballprofi Bruno Albrecht, wechselte er sodann ins Rheinland. Während sein Bruder bei den Profis für die Kooperation Telekom Baskets Bonn und Rhöndorf auflief, spielte Albrecht von 2020 bis 2022 für das Team Bonn/Rhöndorf in der Jugend-Basketball-Bundesliga (JBBL).
Im Jahr 2022 zog Albrecht von Rhöndorf nach Berlin. Seither ist er für den DBV Charlottenburg und die Berlin Braves Baskets in der Nachwuchs-Basketball-Bundesliga (NBBL) aktiv. Beim Turnier um die Norddeutsche Meisterschaft im Frühjahr 2024 war er herausragender Akteur, unter anderem mit 36 Punkten gegen Alba Berlin, wodurch es nach 38 Jahren erstmals gelang, den Stadtrivalen hinter sich zu lassen.
In der Saison 2023/2024 wurde Albrecht mit der U18-Mannschaft des DBV Charlottenburg Deutscher Meister.